# هنري بوتير (لاعب غولف)
هنري بوتير (بالإنجليزية: Henry Potter)‏ هو لاعب غولف أمريكي، ولد في 4 أكتوبر 1881 في سانت لويس في الولايات المتحدة، وتوفي في 24 يناير 1955 في نيويورك في الولايات المتحدة.

## وصلات خارجية
- هنري بوتير على موقع اللجنة الأولمبية الدولية (الإنجليزية)
- هنري بوتير على موقع أوليمبيديا (الإنجليزية)